# Руски споменик у Корбевцу
Руски споменик у Корбевцу, насељеном месту на територији града Врања, на Бесној Кобили, подигнут је у част Руса који су градили пут Врање — Босилеград, познат као „руски пут”.
Руски пут је направљен у периоду од 1921. до 1925. године. Овај пут иде од села Корбевац код Врањске Бање, преко Себеврања, Kлисурице, Несврте и стиже до Kриве Феје, а затим преко Бесне Kобиле, наставља ка Босилеграду, све укупно у дужини од 70 километара. Пут је градило око 5.000 припадника Kубанске козачке дивизије, чији је командант био белогардејски генерал Васиљиј Логвинов. Многи од донских козака који су под осветом комунистичких власти успели да пребегну у Србију, овде су дали животе радећи на изградњи ове саобраћајнице.
Пут је био у то време главна веза Јужне Србије и Источне Бугарске, а након капитулације, бугарска војска се управо њиме повукла у јесен 1944. године са југа Србије који је била окупирала.
И ако је планински и без обзира што је грађен без икакве модерне технологије, пут и данас стоји онакав каквим су га они направили, а споменик је обновљен 2010. године од стране СУБНОР-а. Од споменика се одваја пут за врх Беснe Кобиле и ка планинарском дому на Бесној Кобили (1462мнв).